# Hazari Prasad Dwivedi
Hazari Prasad Dwivedi, né le 19 août 1907 et mort le 19 mai 1979, est un romancier hindi, historien littéraire, essayiste, critique et érudit. 

## Biographie
Hazari Prasad Dwivedi est né le 19 août 1907, dans le village de Dubey Chhapra, dans le district de Ballia de l'Uttar Pradesh, dans une famille traditionnelle connue pour ses compétences en astrologie. Son père, Pandit Anamol Dwivedi, était un érudit du sanskrit. Dans les années 1930, Hazari obtient un diplôme en astrologie (Acharya) en réussissant l'examen de l'Université Banaras Hindu et un diplôme en sanskrit (Shastri). Il est allé à Shantiniketan pour enseigner. De 1940 à 1950, il est nommé directeur du Hindi Bhavan à Visvabharati. Sous l'influence de Rabindranath Tagore, de Kshitimohan Sen, de Vidhusekhar Bhattacharya et de Banarasidas Chaturvedi, son intérêt pour les activités littéraires s'est accru. 
Il a écrit de nombreux romans et recueils d'essais. Il a effectué des recherches historiques sur les mouvements religieux médiévaux de l'Inde, en particulier Kabîr et Nath sampradaya, ainsi que des descriptions historiques de la littérature hindi. Outre l'hindi, il maîtrise de nombreuses langues, dont le sanskrit, le bengali, le punjabi, le gujarati, ainsi que le pali, le prakrit et l'apabhramsa.
Imprégné des connaissances traditionnelles du sanskrit, du pali et du prakrit, et des langues indiennes modernes, Dwivedi est destiné à décrypter l'histoire indienne. Ses études du sanskrit lui permettent de donner une nouvelle interprétation du Sahitya-sastra et il peut à juste titre être considéré comme un grand commentateur de la tradition textuelle de la littérature indienne.
Il reçoit le Padma Bhushan en 1957 pour sa contribution à la littérature hindi et le prix Sahitya Akademi 1973 pour sa collection d'essais, Alok Parva.

## Sources et références
(en) « Hazari Prasad Dwivedi Biography »